# Gatis Smukulis
Gatis Smukulis (* 15. April 1987 in Valka) ist ein ehemaliger lettischer Radrennfahrer.

## Karriere
Gatis Smukulis entschied 2005 die Gesamtwertungen der Junioren-Rennen Trofeo Karlsberg im Saarland und den Giro di Basilicata sowie von Kroz Istru in Kroatien für sich. 2006 wurde er zweifacher nationaler U23-Meister im Straßenrennen und im Einzelzeitfahren. Er wurde insgesamt zehn Mal lettischer Meister.
Der größte internationale Erfolg war ein Etappensieg bei der Katalonien-Rundfahrt 2011.

## Erfolge
2005 (Junior)
- Trofeo Karlsberg
- Giro di Basilicata
- Kroz Istru

2006
- Lettischer U23-Meister – Straßenrennen, Einzelzeitfahren

2007
- Riga Grand Prix
- Cinturó de l’Empordà

2008
- Les Boucles du Sud Ardèche
- Flandern-Rundfahrt (U23)
- eine Etappe Ronde de l’Isard
- Lettischer Meister – Einzelzeitfahren (U23)

2011
- eine Etappe Volta Ciclista a Catalunya
- Lettischer Meister – Einzelzeitfahren

2012
- Lettischer Meister – Einzelzeitfahren

2013
- Lettischer Meister – Einzelzeitfahren

2014
- Lettischer Meister – Einzelzeitfahren

2015
- Lettischer Meister – Einzelzeitfahren
- Mannschaftszeitfahren Österreich-Rundfahrt

2016
- Lettischer Meister – Straßenrennen, Einzelzeitfahren

## Teams
- 2008 VC La Pomme Marseille
- 2008 AG2R La Mondiale (Stagiaire)
- 2009 AG2R La Mondiale
- 2010 AG2R La Mondiale
- 2011 HTC-Highroad
- 2012 Katusha Team
- 2013 Katusha
- 2014 Team Katusha
- 2015 Team Katusha
- 2016 Astana Pro Team
- 2017 Delko Marseille Provence KTM
- 2018 Delko Marseille Provence KTM